# Cayo Hachuela
Cayo Hachuela är en ö i Kuba.   Den ligger i provinsen Provincia de Villa Clara, i den norra delen av landet, 250 km öster om huvudstaden Havanna. Arean är 3,1 kvadratkilometer.
Terrängen på Cayo Hachuela är mycket platt. Öns högsta punkt är 10 meter över havet. Den sträcker sig 2,3 kilometer i nord-sydlig riktning, och 2,8 kilometer i öst-västlig riktning.